# Mathieu Chantelois
Mathieu Chantelois (Montreal, 4 de julio de 1973) es un periodista, presentador de televisión, editor y ejecutivo de marketing canadiense.

## Carrera

### Televisión
Realizó sus estudios de periodismo en la Universidad de Carleton.
Chantelois se hizo famoso en un reality show canadiense llamado U8TV: The Lofters. Fue el primer hombre abiertamente homosexual dentro de la primera temporada de este programa. Mathieu creó la serie So Gay TV para PrideVision. So Gay TV fue nominada a Mejor Serie de Charlas en los premios Gemini de 2002.
Después de haber terminado su participación en The Lofters continuó conduciendo programas en PrideVision y en su canal exitoso OUTtv, incluyendo Read Out, donde aparecían autores de la comunidad LGBT, y el reality show COVERguy. Chantelois también ha trabajado como reportero cultural en la serie televisiva Panorama de TFO. También es editor de la revista de cine Famous Quebec.

### The 519
En 2006, Chantelois fue nombrado presidente de la junta del Centro Comunitario 519 Church St. en Toronto, Ontario. Renunció al cargo en 2009, pero todavía está involucrado con la organización en otras capacidades. En octubre de 2020, fue anfitrión de la 16a Gala Anual 519, que incluyó a los invitados Elton John, kd lang y Kim Cattrall.

### Green Space Festival
En 2007, Chantelois creó el Green Space Festival, un evento de recaudación de fondos para un centro comunitario LGBT en Canadá. Fue nombrado uno de los ocho héroes locales por el Toronto Star. El festival ha recaudado más de $ 2.5 millones en los últimos 10 años.

### Cineplex
En 2009, Chantelois se convirtió en editor de la revista de cine Famous Quebec. Bajo su liderazgo, en 2010 Famous Quebec se convirtió en Le magazine Cineplex.

### Pride de Toronto
En 2015, Chantelois fue nombrado nuevo director ejecutivo de Pride Toronto.
En 2016, bajo su liderazgo, se lanzó el primer Mes del Orgullo en Canadá, el primer ministro Justin Trudeau fue el primer ministro en funciones que por primera vez marchó en el desfile del Orgullo, y por primera vez en la historia oficial del Orgullo y Trans. Se izaron banderas al mismo tiempo para ayudar a iniciar el Mes del Orgullo.
Los invitados a Pride Toronto durante el mandato de Chantelois incluyeron a RuPaul, Pussy Riot, Cyndi Lauper, Chaz Bono, John Waters, George Takei y Margaret Atwood. El evento también obtuvo el reconocimiento Guinness World Record por el espectáculo teatral de artistas drag más grande del mundo, con 73 drag queens y reyes subiendo al escenario.
Renunció al puesto el 11 de agosto de 2016 para ocupar un puesto en Cineplex Media, aproximadamente seis semanas después de recibir elogios y enfrentar críticas por su manejo de la demanda de Black Lives Matter de que se prohibiera la participación de los agentes de policía de Toronto en eventos del Orgullo en uniforme. Su renuncia se produjo en medio de acusaciones de racismo, sexismo y acoso sexual por parte del personal; sin embargo, las acusaciones nunca fueron fundamentadas y nunca fue acusado oficialmente de ningún delito.

### Boys & Girls Clubs of Canada
En 2016, Chantelois fue contratado como vicepresidente de marketing y desarrollo en Boys and Girls Clubs of Canada, donde había trabajado anteriormente como director de marketing y comunicaciones.
Fue responsable del lanzamiento de los anuncios de servicio público Great Futures Start Here en 2014 y Kid of Privilege en 2018. Se desempeñó como vicepresidente de desarrollo y asuntos externos de la organización hasta junio de 2019.

### Canada Media Fund
Chantelois se desempeña actualmente como vicepresidente de comunicaciones y promoción en el Canada Media Fund, cargo que ocupa desde junio de 2019.
Ha sido portavoz de Made/Nous, promocionando contenido canadiense en la industria del entretenimiento. En abril de 2020, durante la pandemia de COVID-19, lanzó un viaje virtual canadiense donde los actores Jay Baruchel y Marc-Andre Grondin tuitearon sus programas de televisión o películas canadienses recomendados todos los días durante un mes. También se asoció con los actores Simu Liu y Maitreyi Ramakrishnan para destacar a los canadienses asiáticos notables como parte del mes de la herencia asiática y del sur de Asia. Ha sido un firme defensor de una mayor inclusión en el contenido infantil canadiense.
En 2021, Chantelois lideró el cambio de marca de Canada Media Fund, con un enfoque en la equidad, la inclusión y la descolonización, incluida la representación de más de 12 idiomas indígenas, como Dene, Gwich'in, Inuvialuit, Maliseet, Mi'kmaq, Mitchif, Northern Cree, Ojibway, Oji-Cree, Plains Cree, Sḵwxw̱ú7mesh sníchim (Squamish) y Woodland Cree.

## Premios
- 1999: Prix Molson de journalisme en loisir, Conseil québécois du loisir, premier prix, catégorie hebdos locaux et régionaux.[39]

- 2014: Premio a la responsabilidad social corporativa diaria de relaciones públicas de Ragan, Mejor campaña en redes sociales.[40]

- 2015: Las 50 personas más influyentes de Toronto.[41]

- 2016: Fantastic Community Volunteer of the Year.[42]

- 2021: Strategy Awards, Bronze, Multicultural Strategy.[43]

## Vida personal

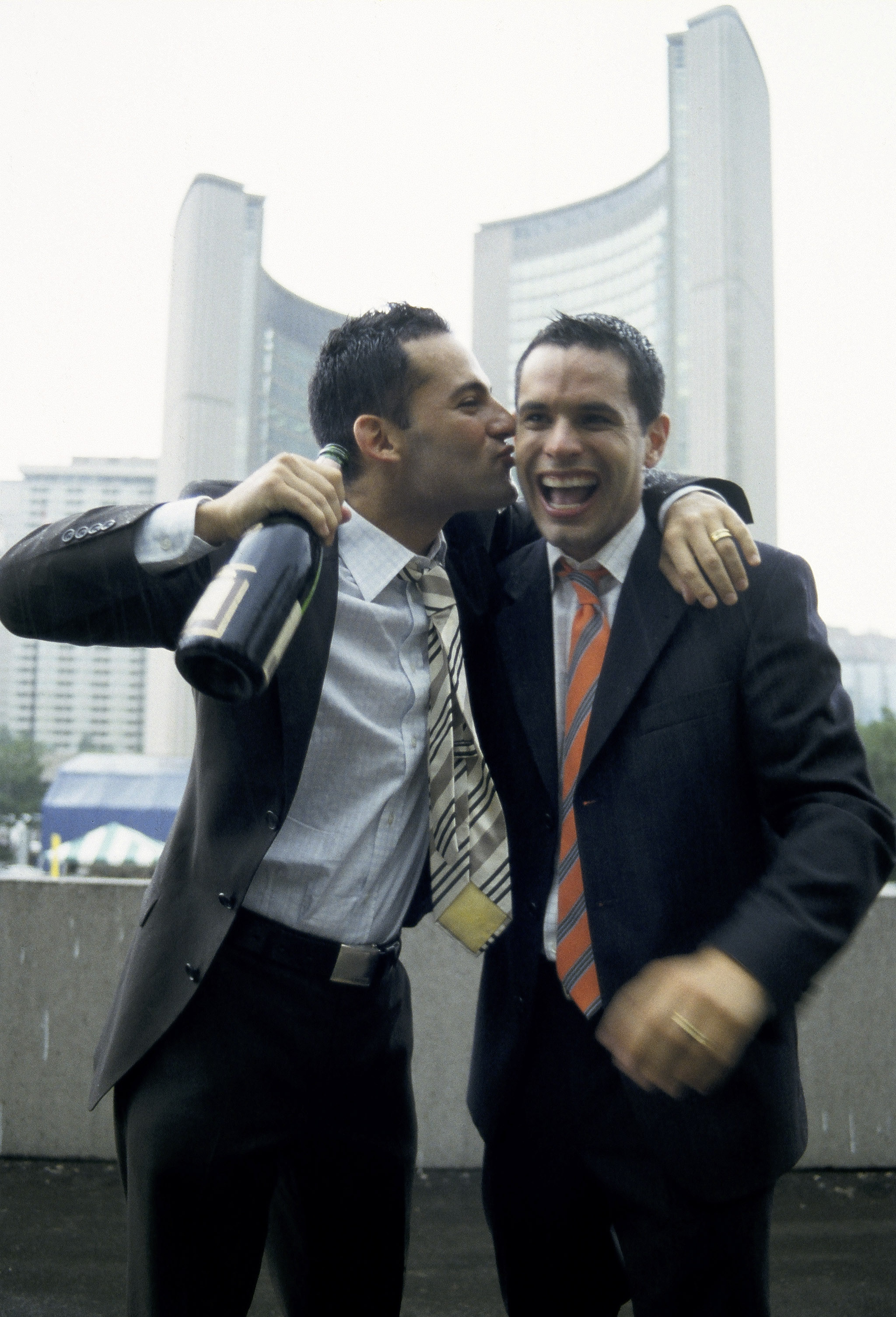
Mathieu Chantelois (derecha) junto a su esposo, Marcelo Gomez-Wiuckstern.

Chantelois se casó con Marcelo Gomez en 2003 en Toronto, Ontario. Fueron una de las primeras parejas homosexuales en casarse en Canadá luego de la legalización del matrimonio entre personas del mismo sexo en Ontario, tan poco después de la decisión judicial que la ciudad de Toronto aún no había producido formularios de licencia de matrimonio neutrales en cuanto al género.
En marzo de 2019, escribió un artículo de opinión, publicado por varios medios de comunicación, sobre su propia evolución de verse a sí mismo como un quebequense que vivía en Toronto a verse a sí mismo como un verdadero franco-ontariense.
En marzo de 2020, con la ayuda de una madre sustituta, Chantelois y Gomez se convirtieron en los padres de Oscar-James, un bebé.